# 森下一喜
森下 一喜（もりした かずき、1973年9月16日 - ）は、ゲーム会社ガンホー・オンライン・エンターテイメント社長。

## 人物
フリーターから同社社長に上り詰めるという異色の経歴を持つ。
新潟県で病院を経営する裕福な家庭に生まれるが、千葉商科大学付属高等学校在学中に父親が病院を売り払って新たに起こした事業に失敗したことで大学進学を断念。
教師から「お前のような奴は漫才師か車のセールスマンくらいしかなれない」と言われ引越の手伝い、バーテンダー、レンタルビデオ店員、工事現場の現場監督等のアルバイトで生計をたてながらコンビで漫才師を続けるも相方の都合により6年で解散。
その後スーツ姿に憧れ1994年4月株式会社パルテックで営業職に就く。1996年7月にはゲーム業界を志し株式会社ソフトクリエイトで経験を積み、2000年3月オンラインゲーム作りのため同僚二人を誘ってドルフィンネット株式会社をたちあげ家庭用ゲーム機向けSDKの受託開発を行う。ところが経営は軌道に乗らず、2001年5月に大手ゲーム会社の出資を模索していた時に知人の紹介で手伝った縁で孫泰蔵と知り合い、孫の休眠会社に事業継続させる形で解散し、オンセール株式会社（現：ガンホー・オンライン・エンターテイメント）のE-サービス部部長に就任する。
2002年8月にオンセールがガンホー・オンライン・エンターテイメント株式会社に改名するとCOOに就任しPCオンライン事業をたちあげ、韓国グラヴィティ社のMMORPG『ラグナロクオンライン』の日本国内における独占的運営権を獲得し同社を急成長させる。これは弟の家に泊まった際に弟が熱心に『ラグナロクオンライン』をプレイしていたことがきっかけだった。2004年1月より代表取締役社長。ガンホーの大株主でもあることから、ガンホー株が高騰した2013年以降には億万長者となっているが、住まいは家賃20万円ほどの公団マンションで、持ち家や高級車などにこだわりがないという。
2019年7月にカプコンとの共同開発・リリースした、アルティメットカードバトルと銘打ったスマートフォン向けゲーム『TEPPEN』では、エグゼクティブ・プロデューサーを務める。